# Акт о правительстве Ирландии (1914)
Акт о правительстве Ирландии (англ. Government of Ireland Act 1914), также известный как Акт о гомруле (англ. Home Rule Act) и Третий билль об ирландском гомруле (англ. Irish Third Home Rule Bill) — законопроект, обсуждавшийся в парламенте Соединённого Королевства в 1914 году, согласно которому Ирландия получила собственный парламент.
В 1912—1914 правительство Генри Асквита внесло третий билль о гомруле. С прошлой попытки обсуждения законопроекта были ограничены правом вето Палаты лордов, но в 1911 году права лордов по блокированию законов, принятых Палатой общин, и теперь они больше не могли блокировать этот законопроект, а только откладывать его принятие на два года. Чтения вновь вызвали возмущения в Ольстере: 28 сентября 1912 года («День Ольстера») около полумиллиона ольстерцев подписали документ, в котором объявлялось о решительном противостоянии гомрулю, в 1913 году был создан Ольстерский добровольческий корпус и временное правительство «протестантской провинции Ольстер» во главе с Эдвардом Карсоном, готовое захватить власть в случае принятия гомруля. Среди прочих, ольстецев поддерживал Редьярд Киплинг (внесший 30 тысяч фунтов стерлингов на вооружение и написавший стихотворение «Ольстер 1912»).
В ответ сторонники самоуправления в Ирландии (в подавляющем своем большинстве католики) стали создавать на юге страны, в Дублине, собственные военизированные подразделения национальных волонтеров для защиты права на самоуправление. Численность таких отрядов в короткий срок достигла 100 тыс. человек. Ирландия оказалась на грани гражданской войны. 
В начале 1914 году для вооружения Ольстерского добровольческого корпуса в Германии была приобретена большая партия оружия. Высшей точкой кризиса стало неповиновение в марте 1914 года британских офицеров, расквартированных в Ирландии, приказу военного министра направить войска в Белфаст, чтобы не допустить назревавший там мятеж противников гомруля. 
Третье чтение законопроекта о гомруле происходило летом 1914 года, а в сентябре 1914 года проект стал законом, введение которого в силу было отложено до окончания Первой мировой войны.
Шесть графств Ольстера в сферу действия закона не вошли.